# Der Diamantenprinz
Der Diamantenprinz ist eine deutsch-amerikanische Gauner- und Einbrecherkomödie aus dem Jahre 1967 von Don Taylor mit George Hamilton in der Hauptrolle eines smarten Diamantendiebes und Womanizers.

## Handlung
New York – München – Paris: kein Sicherheitsschloss ist vor ihm sicher, kein Luxusapartmentfenster zu hoch und kein Panzerschrank bleibt ungeöffnet. Jeff Hill, ein smarter, biegsamer und durchtrainierter, junger Mann ist ein begnadeter Fassadenkletterer und von sich allzu überzeugter Juwelendieb der Spitzenklasse. Selbst prominente Damen aus der Glamour- und Filmwelt wie Zsa Zsa Gabor, Lilli Palmer und Carrol Baker müssen dem alerten Langfinger (höchst unfreiwillig) ihre Preziosen überlassen. Mit Hangelübungen am Trapez oder Skifahrten durch den Pulverschnee hält er sich fit. In einem alternden einstigen Meisterdieb, genannt „das As“ oder auch „Ace of Diamonds“, hat er seinen erfahrenen Mentor gefunden, der dem Diamantenprinz „Jack of Diamonds“ den letzten Schliff verabreichen möchte und ihm all seine Tricks verrät.
Seinen nächsten Beutezug plant Jack of Diamonds auf einem luxuriösen Passagierdampfer. Doch wider Erwarten muss der Diamantenprinz feststellen, dass er in Gestalt der ebenso hübschen wie talentierten Olga beinharte Konkurrenz um das Geschmeide der betuchten Witwen und Millionärsgattinnen bekommen hat. In München angekommen, trifft er auf das As wieder. Der rät ihm aus dem „Beruf“ zusteigen, solange er noch Gelegenheit dazu habe.  Jetzt erst lernt Jeff Olga kennen, die ihn wiederum mit Nikolai bekannt macht. Der alte Brite schlägt ihm vor, den ganz großen Coup zu wagen. Es drehe sich um ein Bankgewölbe, das sich aufgrund einer beträchtlichen Anzahl an Diamanten und einem herrlichen Collier auszurauben besonders lohne. Mit einer genauen Zeichnung der Örtlichkeiten auf dem Fußboden von Jeffs Trapezhalle bereitet sich das Gauner-Quartett minutiös vor. In einer an „die Katze“ in Hitchcocks Über den Dächern von Nizza angelehnten Einbrechertracht steigen Jeff und Olga – über Dächer huschend, an Dachrinnen hängend, an Hauswänden entlang hangelnd und durch Dachluken und Lüftungsschächte kriechend – in das Gebäude ein. Erst als ein Wachmann seinen Rundgang macht, und eine Alarmvorrichtung einschaltet, beginnt eine Sirene einen Höllenlärm zu verursachen.
Das Einbrecherpärchen wird gefasst. Doch dann erscheint plötzlich das As. Er stellt sich der Polizei und behauptet, dass er die beiden jungen Leute zu diesem Bruch verführt habe. Die gestohlenen Juwelen werden zurückgegeben, und der Meisterbruch geht alles in allem für die Beteiligten ziemlich glimpflich aus. Als Jeff und Olga, die sich nicht nur als Einbruchs-Experten zu schätzen, sondern auch zu lieben gelernt haben, ankündigen, dass sie demnächst heiraten wollen, hat der alte, schlaue Fuchs Nikolai noch eine Überraschung parat: Er holt einen kostbaren Edelstein hervor, den er bei der Rückgabe der Juwelen an die Polizei zurückgehalten hat, und überreicht diesen Olga und Jeff als sein Hochzeitsgeschenk.

## Produktion
Der Diamantenprinz war eine deutsch-amerikanische Film-Fernseh-Coproduktion und wurde im Herbst 1966 (Studioaufnahmen) in den Bavaria-Ateliers von München-Geiselgasteig gedreht. Die Außendrehs fanden in München, den bayerischen Alpen, Nizza, New York und in Genua statt. Während die US-amerikanische Seite den Kinoanteil stellte, kam der Fernsehanteil (Auftragsproduktion des Südfunk Stuttgart) von deutscher Seite. 
Die Uraufführung fand am 10. November 1967 in den USA statt. Da in Deutschland die Gaunerkomödie als Fernsehproduktion gehandhabt wurde, kam Der Diamantenprinz nicht in die bundesdeutschen Kinos, sondern erlebte am Samstag, dem 2. März 1968 in der ARD um 20.15 Uhr seine Erstausstrahlung (bis 22 Uhr).
Die Produktionskosten beliefen sich auf 1,3 Millionen $.
Rolf Zehetbauer entwarf die Filmbauten, Nikola Hoeltz die Kostüme. Klaus von Rautenfeld leitete die Kameraarbeit beim zweiten Team (Second Unit). Für den seit Beginn des Tonfilmzeitalters aktiven Tontechniker Walter Rühland war dies der letzte Film. Er starb wenig später zum Jahresbeginn 1967.

## Wissenswertes
Der Film schwamm in der Welle beliebter Einbruchs- und Jahrhundertraub-Filme, die Mitte der 1960er Jahre en vogue waren. Ausgelöst wurde dieses Kriminalfilm-Subgenre durch die Gaunerkomödien Topkapi von Jules Dassin und Wie klaut man eine Million? von William Wyler. Mit Die Bankräuberbande (The Caper of the Golden Bulls) und Charlie staubt Millionen ab folgten im selben Jahrzehnt weitere Filme dieser Art. 

## Kritiken
„"Jack of Diamonds" ist eine harmlose Fingerübung darin, wie man einen Abenteuer-Thriller nicht macht. Ich kann mir keinen Grund vorstellen, in den Film reinzugehen, es sei denn sie sind ein Fan von George Hamilton. Er ist schon angenehm, nehme ich mal an, aber er ist als Diamantendieb so glaubwürdig wie J. Edgar Hoover als Murph the Surf.“

„Außer Sie haben ein dringendes Bedürfnis George Hamilton dabei zuzuschauen, wie er ein umwerfendes Sortiment elegantester Herrenklamotten vorführt … sollten Sie sich "Jack of Diamonds" sicherheitshalber schenken… Der Film ist eindeutig ein "Topkapi" für arme Leute, aufgepeppt in hochkarätigem High-Style.“

„Trotz einer aufwendigen Inszenierung gelingt es Regisseur Don Taylor ("Flucht vom Planet der Affen") nicht, seiner Komödie Leben einzuhauchen. Fazit: Kein Juwel unter den Meisterdieb-Komödien.“

„Unterhaltsame Gaunerkomödie in aufwendiger Inszenierung.“

„Vergessen Sie das Ganze und warten Sie bis Über den Dächern von Nizza gezeigt wird.“

„Sich wiederholendes und trostloses Comedy-Drama, das nur gelegentlich munter wird.“

## Kritikenübersicht
- Der Diamantenprinz bei cinema
- Filmkritik von Roger Ebert
- Der Diamantenprinz in Turner Classic Movies
- Filmkritik in der New York Times